# Great Northern Railway (Великобритания)

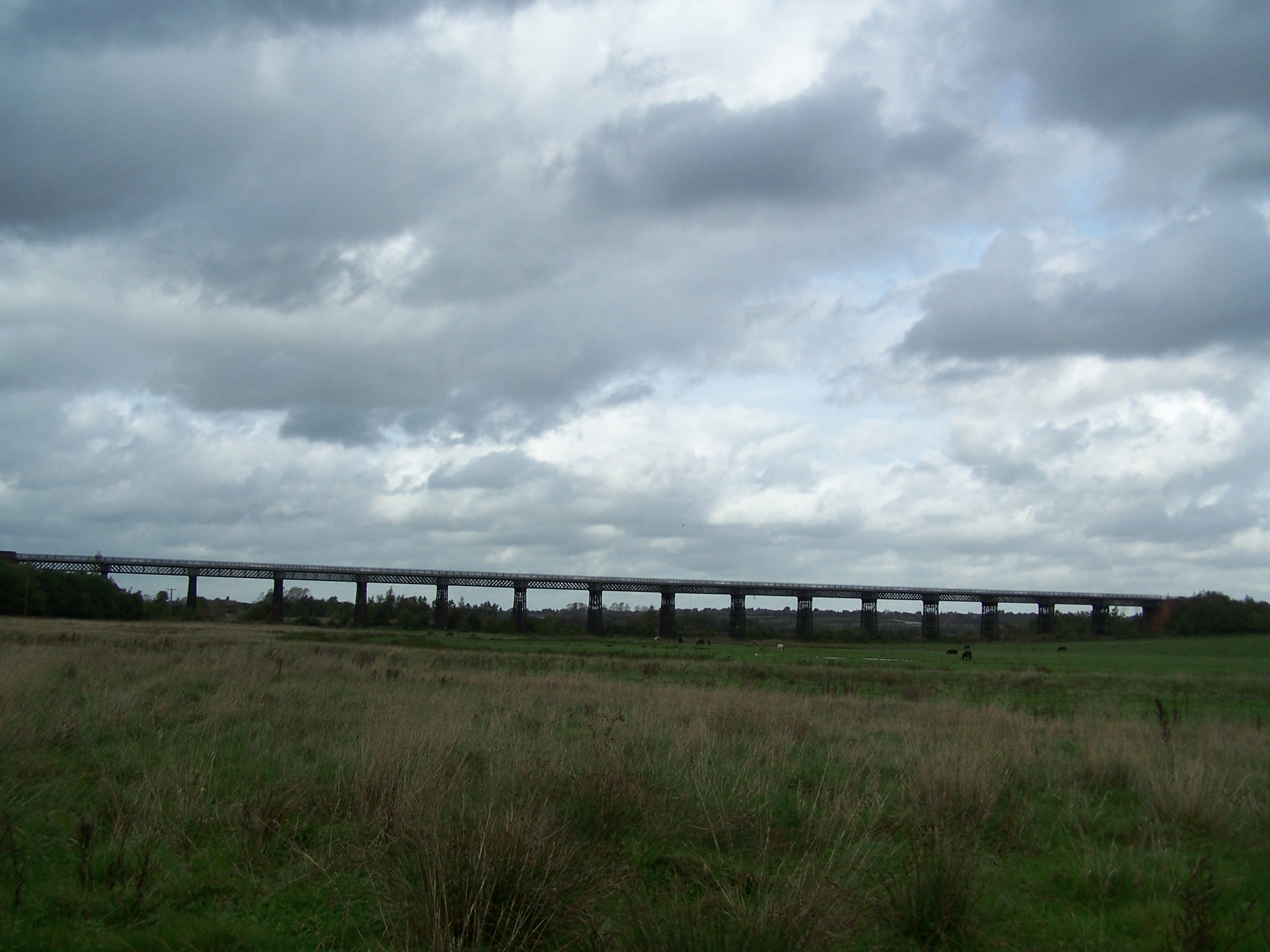
Виадук Беннерли на бывшей линии Осворт-Джанкшен — Дерби (2006)

Great Northern Railway (GNR, досл. с англ. «Большая северная железная дорога») — британская железнодорожная компания, основанная в 1846 году для организации движения от Лондона до Йорка.
В дальнейшем развитие компании шло в основном через приобретение или аренду местных железных дорог. Были построены линии к угольным месторождениям Ноттингемшира, Дербишира и Йоркшира. В Линкольншире и северном Лондоне GNR заняла доминирующее положение. Основной доход давала перевозка угля на юг в Лондон, однако доставка сельскохозяйственной продукции и пассажиров на короткие и дальние расстояния также имели существенный вклад. Скоростные пассажирские экспрессы привлекали внимание публики, а главный инженер-механик компании, Найджел Гресли, стал знаменитостью.
Коммерческую важность приобрели англо-шотландские перевозки по магистрали Восточного побережья. GNR контролировала магистраль от Лондона до Донкастера и заключила соглашения с Северо-Восточной железной дорогой и Северо-Британской железной дорогой, чтобы обеспечить сквозное движение из Лондона в Эдинбург.
В соответствии с Законом о железных дорогах 1921 года произошла консолидация железнодорожных компаний Великобритании, и GNR вошла в состав Лондонской и Северо-Восточной железной дороги. Хотя многие местные линии GNR были закрыты, значительная их часть используется до сегодняшнего дня.

## Получение разрешения парламента
Предложение проложить железную дорогу, впоследствии названную Great Northern Railway, поступило в парламент в 1836 году. Её маршрут должен был пройти из Уайтчепела в восточном Лондоне через Кембридж и Линкольн в Йорк. Однако на тот момент проект был чрезвычайно амбициозным, и парламент его отклонил.
К 1844 году из Лондона на север Англии вёл только один железнодорожный маршрут: железная дорога Лондон — Бирмингем обеспечивала сообщение с Бирмингемом, откуда пассажиров принимала Grand Junction Railway, которая, в свою очередь, соединялась с North Union Railway, доставлявшей путешественников в Престон и Флитвуд. Чтобы попасть в Шотландию, пассажиры пользовались услугами парохода, курсировавшего из Флитвуда в Ардроссан.
В 1840-е годы отрасль жила в условиях железнодорожной мании: инвесторы искали любые возможности вложить капитал, в ответ предлагалось огромное число проектов железных дорог, не все из которых были реалистичными. Финансист Джордж Хадсон выделялся среди других участников рынка исключительными навыками лоббирования проектов и их последующей реализации, и особенно умением нейтрализовать или уничтожить любое сопротивление или конкуренцию. Методы, которые использовал Хадсон, не всегда были порядочными.
В строительстве дороги от Лондона до Йорка были заинтересованы многие, и после долгих переговоров между участниками конкурирующих проектов в 1845 году парламенту был предложен общий проект железной дороги Лондон — Йорк. На парламентской сессии 1845 года рассматривалось 224 законопроекта об одобрении железных дорог, и Торговому совету было поручено создать комитет для оценки предлагаемых линий. Образованный в результате комитет стал известен как «Пять королей». Когда в комитет поступил проект железной дороги Лондон — Йорк, Хадсон высказал настолько длинную серию возражений, что времени сессии не хватило, чтобы их заслушать.
Железная дорога Лондон — Йорк вновь стала предметом обсуждения парламента в 1846 году. К этому времени ещё несколько схем соединения столицы с Йорком были отклонены, и их сторонники присоединились к предлагаемому проекту. В связи с этим название будущей компании было изменено на Great Northern Railway. Джордж Хадсон продолжал противодействие, пытаясь сорвать одобрение проекта парламентом, но 26 июня 1846 года Акт о Great Northern Railway получил королевскую санкцию. Из проекта убрали многие ответвления, но основная линия осталась. Уставный капитал составил 5,6 млн фунтов стерлингов. 590 355 фунтов стерлингов компания потратила на парламентские расходы.
Одобренный маршрут начинался из Пентонвиля в Лондоне, проходил через Хантингдон, Питерборо, Грантам, Ретфорд, Донкастер и Селби до соединения с Great North of England Railway к югу от вокзала Йорка. В закон также была включена петля от Веррингтон-Джанкшен, к северу от Питерборо, через Сполдинг до Бостона, далее через Линкольн до Гейнсборо и обратно до главной линии в Боутри.
Возникли затруднения приобретением земли, в частности, на территории Кингс-Кросс располагалась оспенная больница. Владелец требовал невероятно высокую цену, и дело было передано на рассмотрение суда. Процесс и последующий переезд больницы на новое место привели к долгой задержке, и правление GNR решило построить временный лондонский терминал на Мейден-лейн.
В это время компания взяла на себя ряд исключительных обязательств. Был заключён договор о покупке железной дороги Стэмфорд — Сполдинг, что сформировало петлю к северу от Питерборо обратно на линию GNR возле Кроуленда. Также были приобретены права на Royston and Hitchin Railway, East Lincolnshire Railway (от Бостона до Грейт-Гримсби) — обе одобренные, но ещё не построенные, и Boston, Stamford and Birmingham Railway (так и не была построена). У Южно-Йоркширской железной дороги были выкуплены акции стоимостью около одной трети миллиона фунтов стерлингов.

## Начало строительства
1846 год стал пиком по количеству разрешений на строительство железных дорог. По ряду причин, не все из которых были связаны с железными дорогами, в следующем году произошел значительный спад активности, и инвестиционные деньги, особенно для уже утверждённых железнодорожных проектов, стало практически невозможно найти.
Great Northern Railway намеревалась построить устрашающе большую железнодорожную сеть, поэтому для реализации планов руководству пришлось определять приоритетные направления. Во второй половине 1847 года руководство остановило работы по строительству линии Донкастер — Йорк, но заключило контракт с фирмой Peto & Betts на строительство небольшого участка, который в итоге позволил бы пустить поезда до Уэйкфилда и Метли по дороге в Лидс.
Также было принято решение сначала построить петлю, так как это был наиболее простой способ быстро начать перевозки и получить доход.

## Строительство
Первый участок Great Northern Railway был открыт 1 марта 1848 года. Фактически он являлся арендованной железнодорожной линией East Lincolnshire Railway от Грейт-Гримсби до Лаута. По будням здесь проходило пять поездов в каждом направлении, и далее пассажиры могли следовать из Гримсби в Нью-Холланд на реке Хамбер рамках союза с Manchester, Sheffield and Lincolnshire Railway. 3 сентября 1848 года открылся участок от Лаута до Фирсби. 2 октября 1848 года началось движение от Фирсби до временной станции в Бостоне.
Затем GNR открыла участок своей линии от Стокбриджа и Аскерна, а Lancashire and Yorkshire Railway (L&YR) построила станцию в Ноттингли. Официальное открытие состоялось 5 июня 1848 года, а полноценное движение началось двумя днями позже. Перевозку пассажиров на этом этапе организовала L&YR. 5 августа 1848 года участок GNR была продлён на юг до временной станции в Донкастере, началось движение товарных поездов.
Вскоре была построена часть петли, и 17 октября 1848 года началось движение от Уолтон-Джанкшн (недалеко от Питерборо на Midland Railway) до Линкольна. Двойные пути были уложены на всём протяжении маршрута за исключением короткого участка в Бостоне, который была достроен к 11 мая 1850 года.
Капитан Винн осмотрел линию от Линкольна до Гейнсборо 29 марта 1849 года, но отказал в разрешении на открытие, потребовав установки сигналов на разводном мосту в Брейфорд-Мер (Линкольн). После устранения замечания линия открылась 9 апреля 1849 года. Маршрут пересекался с Manchester, Sheffield and Lincolnshire Railway в Гейнсборо (MS&LR), и поезда GNR задним ходом заходили на вокзал MS&LR в Гейнсборо. Соединение с линией MS&LR в Дарем-Окс-Джанкшен появилось после 3 апреля 1848 года и было одобрено парламентом задним числом.
Прямая линия между Питерборо и Донкастером стала известна как Таунс-Лайн (англ. Towns Line). Её первый участок открылся между станциями MS&LR в Ретфорде и Донкастере 4 сентября 1849 года. Постоянный вокзал в Донкастере почвился к середине 1851 года.
В результате предпринятых действий GNR могла начать перевозки между Лондоном и Лидсом, используя чужие линии обходного маршрута к северу от Ретфорда. Джордж Хадсон попытался воспрепятствовать этому, отозвав ранее данное разрешение, но его сомнительные методы были раскрыты, и он покинул совет директоров Midland Railway и нескольких других компаний. 1 октября 1848 года началось движение по новому маршруту.
York and North Midland Railway (Y&NMR)призывала GNR использовать готовящуюся к открытию линию Y&NMR от Ноттингли до Йорка вместо строительства собственной линии до Йорка. После долгих размышлений 6 июня 1850 года GNR приняла предложение.
По договоренности с MS&LR с 7 августа 1850 года между Линкольном и Шеффилдом начали курсировать поезда GNR. Они следовали по путям MS&LR от Сайкс-Джанкшен, расположенного нескольких километрах к северу от Линкольна.

## Станция в Лондоне
Первый поезд от лондонская станция на Мейден-лейн до Питерборо прошёл 5 августа 1850 года. Регулярное движение началось 7 августа 1850 года: восемь пассажирских поездов курсировали ежедневно в каждую сторону, по воскресеньям их число сокращалось до трёх. 8 августа 1850 года началось движение из Лондона до Йорка. Конечная станция на Мейден-лейн называлась компанией «Кингс-Кросс». Поезд в Эдинбург начал ходить со 2 сентября 1850 года. О шёл через Питерборо, Бостон, Линкольн, Ретфорд, Донкастер, Ноттингли, Милфорд-Джанкшен и Йорк, а оттуда — по путям York, Newcastle and Berwick Railway (собственный прямой маршрут ещё не был открыт).
Движение товарных поездов по главной магистрали началось 12 декабря 1850 года. 21 октября 1850 года была открыта линия Хитчин — Ройстон, 3 августа 1851 года она была продлена до Шепрета. Капитан Марк Хьюиш, генеральный директор Лондонской и Северо-Западной железной дороги с её образования в 1846 году, был искусным политиком, и, хотя его методы в целом были более честными в сравнении с действиями Хадсона, он агрессивно искал способы поставить в невыгодное положение конкурентов, в том числе GNR.
С самого основания GNR стремилась приобретать местные железные дороги или, по крайней мере, заключать соглашения, чтобы расширить территорию своего влияния. В 1852 году акционеры выразили недовольство объёмом финансовых обязательств, возникших из-за экспансионистской политики руководства, но председатель Эдмунд Денисон продолжил прежний курс, но уже не афишировал этого факта.

## Открытие Таунс-Лайн
Компания отдала приоритет строительству петли через Линкольн за счёт так называемой Таунс-Лайн — прямой линии от Питерборо до Донкастера. Когда строительство этой линии, наконец, могло начаться, возник ряд трудностей, в том числе подрядчик отказался от проведения работ. Несмотря на всё, линия открылась 15 июля 1852 года для товарных поездов, и 1 августа того же года — для пассажиров. Линия начиналась от Веррингтон-Джанкшен к северу от Питерборо и шла до Ретфорда, где соединялась с веткой магистрали MS&LR, известной как Линкольнская кривая. В Ньюарке линия пересекала Midland Railway, а в Ретфорде — магистральную линию MS&LR. В Ретфорде с юга на запад была пролошена обходная линия, что позволило GNR запустить поезда до Шеффилда.

## В Ноттингем
Для соединения производственных районов Манчестера с портом Бостона была создана Ambergate, Nottingham, Boston and Eastern Junction Railway. В 1850 году она открыла движение между Колвик-Джанкшен, недалеко от Ноттингема, и временной станцией в Грантеме. 2 августа 1852 года в Грантеме октылось соединение с GNR. Амбергейтская компания рассчитывала на право пользования станцией Midland Railway в Ноттингеме, но в течение многих лет по этому поводу велись серьёзные споры, и GNR испытывала трудности с получением доступа в Нотингем для своих поездов.
Чтобы разрешить ситуацию, Ambergate, Nottingham, Boston and Eastern Junction Railway построила собственную линию с отдельным вокзалом в Ноттингеме на Лондон-роуд. Он открылся 3 октября 1857 года. GNR арендовала компанию с 1 августа 1861 года.

## Вокзал Кингс-Кросс

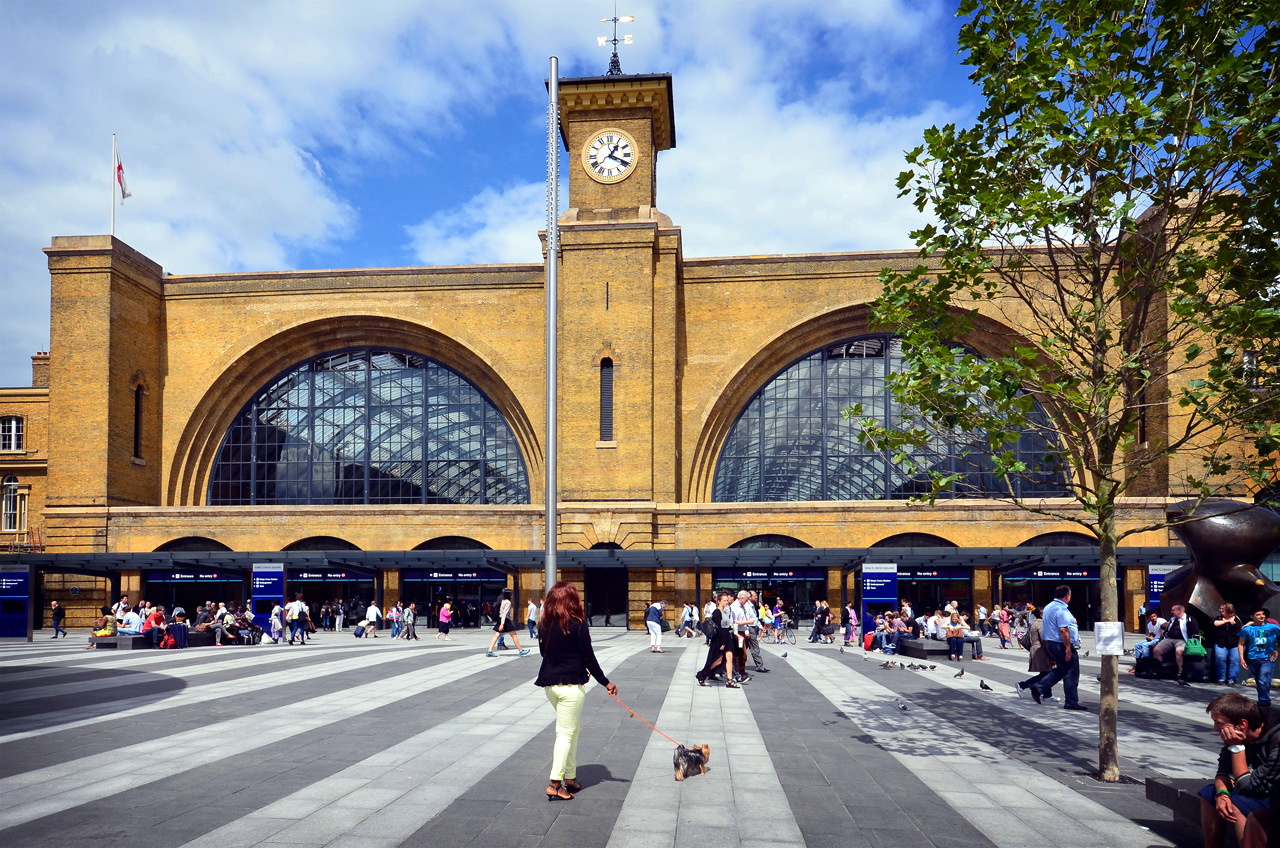
Вокзал Кингс-Кросс (2014)

14 октября 1852 года в эксплуатацию был введён лондонский вокзал Кингс-Кросс. Временную станция на Мэйден-лейн закрыли. Кингс-Кросс имел два больших навеса, сохранившихся до настоящего времени, но только две пассажирские платформы, позднее получившие номера 1 и 8. Промежуточное пространство занимали боковые пути для вагонов.

## Завершение первого этапа
В конце 1852 года считалось, что компания достигла своих первоначальных целей, открыв сообщение в Йоркшир от Кингс-Кросс через Таунс-Лайн и петлю. Четыре пассажирских поезда ходили от Кингс-Кросс до Йорка, один из них состоял из вагонов только первого класса, а один был так называемым «парламентским поездом».
Руководство компании продолжало политику захвата территорий без строительства новых линий. Капитализация компании достигла значительного размера, а в 1853 году парламент санкционировал увеличение капитала ещё на миллион фунтов стерлингов. Охотно был принят и ещё один запрос на финансирование, направленное на установку электрического телеграфа. Сначала он появился южных участках сети, затем для управления движением через туннели, а к 1856 году распространился на севере до Хитчина в Норт-Хартфордшире.

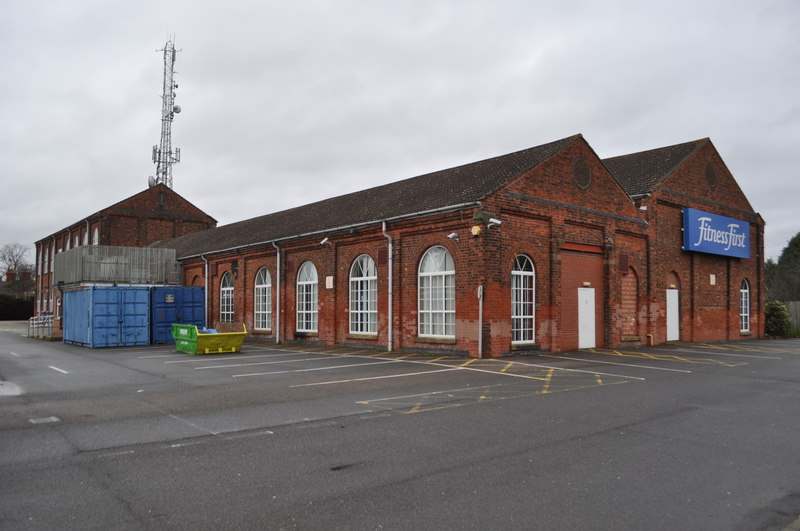
Бывший завод GNR в Бостоне (Линкольншир)

Исходя из ожидаемого развития деятельности, в 1853 году GNR открыла новый локомотивный завод в Донкастере, перенеся на него производство с прежнего предприятия в Бостоне.

## В Йоркшир

### Магистраль до Йорка
Одобренная сеть GNR включала линию от Донкастера до Йорка. Lancashire and Yorkshire Railway (L&YR) вела прокладку путей от Ноттингли до развилки в Аскерне, недалеко от современного Шафтхолм-Джанкшен к северу от Донкастера. Между L&YR и GNR были согласованы взаимные права на использование линий. 6 июня 1848 года прошёл первый пассажирский поезд между Ноттингли и Аскерном. 7 июня 1848 года с использованием участка GNR длиной около 4 км маршрут был продлён до Стокбриджа, на участке между Аскерном и Донкастером (Стокбридж позднее был переименован в Аркси). Дальше пути GNR шли до временной станции, расположенной непосредственно в Донкастере на северном берегу реки Дон. Открытие этого участка состоялось 5 августа 1848 года как раз к скачкам Сент-Леджер.

### Западный Йоркшир
Приоритетом для GNR было получение доступа к крупным промышленным городам Западного Йоркшира, в строительстве собственной железной дороги к которым парламент отказал. Первой целью стал Лидс.
Строительство центральной станции Лидса было одобрено 22 июля 1848 года. Она стала совместным предприятием четырёх компаний: GNR, L&YR, London and North Western Railway и North Eastern Railway — и поезд GNR впервые прибыл в Лидс 1 октября 1848 года. Составы GNR ходили из Донкастера в Лидс по железной дороге L&YR (от Аскерн-Джанкшен до Метли) и по железной дороге Midland Railway (от Метли до Лидса). В черте города поезда переходили на железную дорогу Лидс — Тирск, а затем сворачивали на центральную станцию Лидса.
1 января 1851 года South Yorkshire, Doncaster and Goole Railway открыла линию от Донкастера до Барнсли. С этой компанией GNR заключила соглашение на использование путей и начала пассажирское движение до Барнсли и перевозку грузов до Хорбери.
1 августа 1854 года независимая дорога Leeds, Bradford and Halifax Junction Railway (LB&HJR) открыла линию между Лидсом и Боулинг-Джанкшен, недалеко от Брадфорда, где она соединилась с L&YR. LB & HJR имели права пользования путями L&YR до Галифакса, а GNR были предоставлены полномочия по использованию новой линии, в результате GNR получила доступ к Брадфорду и Галифаксу.
3 октября 1857 года ещё одна независимая дорога, Bradford, Wakefield and Leeds Railway (BW&LR), открыла линию между Уэйкфилдом (нынешняя станция Киркгейт) и пересечениями с другими дорогами у Лидса. GNR и L&YR получили права на использование новой линии, что позволило GNR направлять свои поезда из Донкастера в Лидс по этому маршруту, используя участок L&YR от Аскерна до Уэйкфилда. Треугольная развязка с LB&HJR в Уортли возле Лидса позволяла стледовать как в сторону Лидса, так и в сторону Брадфорда. Новый маршрут позволил GNR исключить пути конкурирующей Midland Railway и получить прямой доступ к центральной станции Лидса, минуя неудобный разворот на линии Лидс — Тирск.
Через неделю после открытия BW&LR, 10 октября 1857 года, LB&HJR открыла прямую линию из Ардсли по BW&LR в Лайстердайк возле Брадфорда. Она стала продолжением грузовой линии до Голдерсома. Участок имел большой уклон, но оставался стал пригодным дополнительным сквозным маршрутом для поездов GNR.
И LB&HJR, и BW&LR построили (или получили разрешение на строительство) нескольких веток в пределах своей зоны влияния. В 1864 году обе компании проложили линии в Батли. Возможно, более важным решением стало строительство проходного пути к станции L&YR в Брадфорде (позднее название — Брадфорд-Эксчендж). Станция LB&HJR была Адольфус-Стрит была тупиковой, соединительная линия с магистралью на Галифакс начиналась чуть раньше. На этой линии была построена новый поворот, чтобы поезда могли заходить на конечную станцию L&YR. Движение до неё открылось 7 января 1867 года. Станции L&YR оказалась перегруженной, случались заторы.
В 1863 году BW&LR изменила свое название на West Yorkshire Railway, и в том же году и она, и LB&HJR согласились на поглощение GNR. Парламент одобрил сделку в 1865 году.
Таким образом, GNR смогла получить под контроль крупную железнодорожную сеть в Западном Йоркшире, включив в зону своего влияния Уэйкфилд, Лидс, Брадфорд и Галифакс. Однако поезда из Донкастера по-прежнему ходили по путям на L&YR между Аскерн-Джанкшен и Уэйкфилдом. Устранение этого недостатка стало возможным, когда West Riding and Grimsby Railway открыла линию между Уэйкфилдом и Донкастером. Следующей должна была появиться ветка до на восток к Торну, оправдывая упоминание Гримсби в названии компании. Она открылась 1 февраля 1866 года, и в тот же день ранее независимый концерн стал совместной собственностью GNR и Manchester, Sheffield and Lincolnshire Railway. Это позволило GNR отказаться от услуг L&YR.

### Шеффилд
1 января 1847 года в результате слияния нескольких более мелких линий возникла Manchester, Sheffield & Lincolnshire Railway. GNR получила права на движение от Ретфорда до Шеффилда, и с 7 августа 1849 года открыла пассажирское движение из Линкольна. Появление GNR в Шеффилде было встречено без энтузиазма, но изменение политики компании в 1856 году улучшило отношение. В частности, с 1 августа 1857 года начал работу экспресс «Манчестер флайерс». Поезд покрывал расстояние в 325 км от вокзала Кингс-Кросс до Манчестер-Лондон-Роуд через Шеффилд за 5 часов 20 минут, а чуть позже сократил время в пути пяти часов. До февраля 1859 года GNR платила за использование вокзала Шеффилд-Виктория 1500 фунтов стерлингов в год, но затем произвела единовременную выплату в размере 25 000 фунтов стерлингов и получила половину доли станции.
С 1859 года поезда GNR также ходили через Шеффилд в Пенистон и далее в Хаддерсфилд.

### Галифакс и линии Куинсбери
С 1866 года GNR реализовала все планы в Западном Йоркшире. Был построен ряд дополнительных линий, наиболее важной среди которых можно считать ветку до Дьюсбери. Конечная станция в Дьюсбери открылась в 1874 году, но вскоре открылся сквозной маршрут до Батли через новую станцию Дьюсбери, построенную в 1880 году.
С 1867 года GNR начала строительство дорогостоящего и в конечном итоге не окупившегося маршрута в холмистой местности к западу от Брадфорда и к северу от Галифакса. Первой дорогой стала Halifax and Ovenden Junction Railway, короткая линия по северным возвышенностям Галифакса, открытая в 1874 году совместно с L&YR. Затем последовали Bradford and Thornton Railway и связанная с ней Halifax, Thornton and Keighley Railway. Строительство потребовало от GNR крупных финансовых вложений и множества технических ухищрений. Участки новых линий открывались постепенно с 1876 по 1884 год.

### Падси
Петля через Падси от Брэмли до Лайстердайка была построена в 1893 году как продолжение ранее существовавшей тупиковой линии.

## Линкольншир

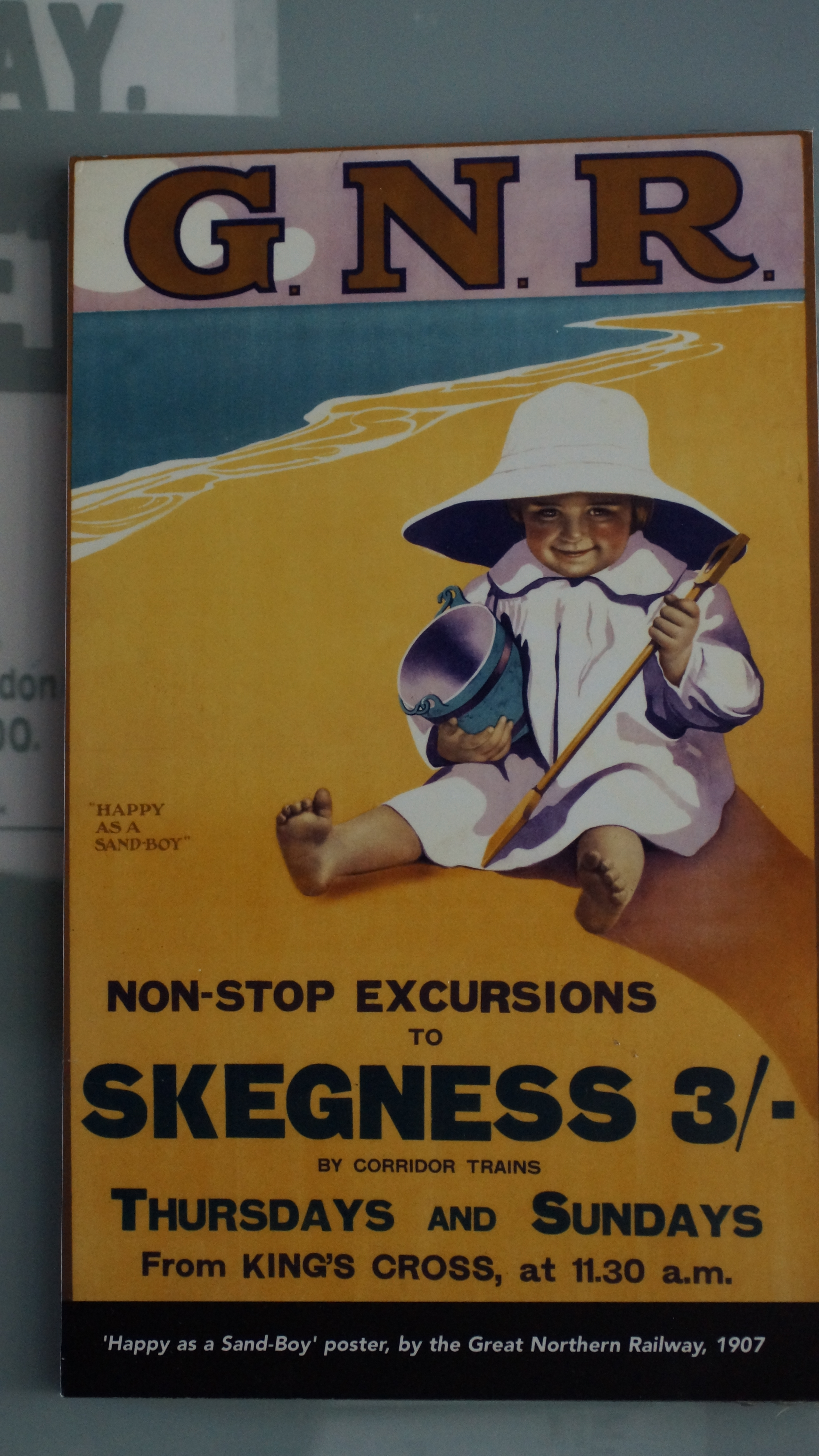
Рекламный плакат летних поездов в Скегнесс (1907)

В 1852 году была открыта East Lincolnshire Line (арендованная у East Lincolnshire Railway) и собственный маршрут GNR из Питерборо (от Веррингтон-Джанкшен) через Сполдинг и Бостон в Линкольн. GNR решила не строить одобренную линию от Линкольна до Ботри, поскольку включенная в проект ветка от Ботри до Шеффилда была исключена из одобренного маршрута. Сеть GNR достигла Гейнсборо, но в течение нескольких лет согласовать дальнейшее продвижение к Донкастеру через Россингтон не удавалось. В это время GNR использовала линию Manchester, Sheffield and Lincolnshire Railway от Гейнсборо до Ретфорда.
В июне 1857 года Boston, Sleaford and Midland Counties Railway построила линию от Грантема до Слифорда, а в апреле 1859 года продлила её до Бостона. GNR приобрела эту компанию в 1864 году и получила прямой маршрут с запада на восток из Ноттингема в Бостон.
В течение нескольких лет GNR избегала строительства ответвлений на территории, которую контролировала в Линкольншире, но этим занимались независимые компании. Многие из них обращались к GNR за финансовой помощью. Наиболее заметными маршрутами были ветки в прибрежные города Скегнесс (открыта в 1873 году), Мейблторп (1877) и Саттон-он-Си (1886). Эти курорты генерировали весьма значительный пассажиропоток, бо́льшая часть которого приходилась на однодневные поездки из промышленных городов Мидлендса.
В последующие годы GNR сама построила несколько новых веток. Во многих случаях они проходили по малонаселенной сельской территории, и появление железной дороги лишь незначительно увеличивало их экономическое развитие. Крупные города Линкольншира: Лаут, Бостон и Линкольн — также не получили значительного импульса развития.
Линии Линкольншира в целом неуклонно теряли популярность с 1930-х годов, и этот процесс завершился крупной программой закрытия 1970 года, после которой из старых маршрутов GNR сохранились только линия Ноттингем — Грэнтэм — Бостон — Скегнесс и находившаяся в совместном управлении GNR и Great Eastern Railway линия Сполдинг — Линкольн — Донкастер вместе с линией GNR Сполдинг — Питерборо.

## Линии в Хартфордшире
На той же парламентской сессии, санкционировавшей создание GNR, была одобрена Royston and Hitchin Railway (R&HR). GNR поддержала проект, надеясь, что использует его в качестве выхода к Кембриджу. R&HR открылась в 1850 году, а в 1851 году была продлена до Шепрета. Железная дорога восточных графств открыла линию от развилки возле Кембриджа до Шепрета в 1852 году, в результате линия от Хитчина до Кембриджа использовалась как единое целое по договору аренды, заключённому между R&HR и Железной дорогой восточных графств.
В 1897 году R&HR была приобретена GNR, но кембриджский конец линии от Шепрета оставался в руках Great Eastern Railway (как преемника Железной дороги восточных графств) вплоть до консолидации британских железных дорог в 1923 году. В 1987 году линия была электрифицирована и превратилась в важный пассажирский коридор.
В 1858 году открылась Hertford and Welwyn Junction Railway. Ей совместно управляли GNR и Железная дорога восточных графств. Через линию Железная дорога восточных графств имелся доступ к лондонскому порту. Дальнейшее развитие сети было осуществлено через компанию Hertford, Luton and Dunstable Railway, открывшую в 1860 году свою дорогу, которая соединилась с GNR в Хэтфилде. В 1861 году её приобрелаGNR.
В 1858 году London and North Western Railway открыли ветку из Уотфорда в Сент-Олбанс. Независимые группы, поддерживаемые GNR, получили одобрение соединить Хэтфилд со станцией LNWR. Линия открылась в 1865 году, использовадась GNR и в 1883 году была ей поглощена.

## Midland Railway в Хитчине
Midland Railway под руководством Джорджа Хадсона развивалась на юг от первоначальной базы в Дерби. По тактическим соображениям маршрут до Лондона было решено организовать через линию GNR от Хитчина. Для этого была построена линия из Лестера через Бедфорд. Она открылась в 1857 году, и 1 февраля 1858 первый пассажирский поезд Midland Railway прибыл на вокзал Кингс-Кросс.
Позже Midland Railway проложила собственную линию от Лестера до лондонского вокзала Сент-Панкрас, открывшуюся в 1867 году для грузового и в 1868 году для пассажирского движдения. С этого момента линия Бедфордом — Хитчином стала второстепенным участком Midland Railway.

## Комитет Чеширских линий
В 1863 году GNR заключила соглашение с Manchester, Sheffield and Lincolnshire Railway (MS&LR) о совместном управлении четырьмя железными дорогами в Чешире. Договор был одобрен в парламенте 13 июля 1863 года. Компании вели совместное строительство в Ливерпуле и Манчестере, а затем и в Честере. GNR получила доступ к Чеширским линиям через участок MS&LR от Ретфорда. Позднее к партнерству присоединилась Midland Railway, и Комитет Чеширских линий продолжал работать в качестве управляющей организации до национализации железных дорог Великобритании в конце 1947 года.
Роль GNR в создании англо-шотландского маршрута по восточному побережью была официально зафиксирована после создания в 1860 году акционерного общества East Coast, в соответствии с которым общий парк пассажирских транспортных средств эксплуатировался GNR, North Eastern Railway и North British Railway. С 1862 года основной экспресс отправлялся в 10:00 с вокзала Кингс-Кросс и встречный из Эдинбурга. К 1870-м годам эти поезда стали известны как «Летучий шотландец».

## Расширенные городские линии
C 1 октября 1863 года GNR открыла движение от Кингс-Кросс до Фаррингдон-стрит по линии, расширенной с двух до четырёх путей. Проходные поезда через Лондон не использовали эту линию до 1 марта 1868 года. В июне 1869 года линия была продолжена до Моргейт-стрит.

## Совместная дорога GNR и MR
1 августа 1866 года GNR заключила соглашение с Midland Railway о совместном использовании Eastern & Midland Railway, включающей линию от Борна до Кингс-Линн через Сполдинг. GNR предоставила Midland Railway права на движение от Стамфорда до Борна через Эссендин в обмен на отказ от строительства линии от Саксби до Борна.
Основная линия Midland and Great Northern Joint Railway начинался от Питерборо и шёл через Саут-Линн (с правом прохода до Кингс-Линн) и Мелтон-Констебл до Грейт-Ярмута. Ответвления включали линии от Саттон-Бридж до Midland Railway возле Литтл-Байтема, от Мелтон-Констебля до Кромера и от Мелтона-Констебля до Нориджа.
Кроме того, Midland and Great Northern Joint Railway вместе с Great Eastern Railway владела Norfolk and Suffolk Joint Railway. Её маршрут пролегал между Кромером и Норт-Уолшемом и между Грейт-Ярмутом и Лоустофтом.

## Линии в Северном Лондоне
В 1862 году парламентское одобрение получила независимая дорога Edgware, Highgate and London Railway. Первой была построена пригородная линия от станции Севен-Систерс-Роуд (в 1869 году переименована в Финсбери-Парк) до Хайгейта и Эджвера. Накануне её открытия было получено разрешение на строительство ответвлений в Мансвелл-Хилл и Хай-Барнет. Основная линия до Эджвера открылась 22 августа 1867 года, к тому времени компанию присоединила к себе GNR. Ветка до Хай-Барнета открылась в 1872 году, и благодаря быстрому росту населения именно она стала основной линией. Основной пассажиропоток создавали жители района, на юге конечными станциями маршрутов были Блэкфрайарс и Лафборо-Роуд, позднее к ним добавились Моргейт и Брод-Стрит.
Закон от 30 июля 1866 года разрешил постройку Muswell Hill and Palace Railway от станции Хайгейт до Александра-Палас. Линия заработала 24 мая 1873 года, в тот же день, когда открылся Александра-палас. 9 июня 1873 года дворец полностью сгорел. Muswell Hill and Palace Railway была куплены GNR в 1911 году.
Линии Хайгейта не справлялись с пассажирским потоком, что способствовало развитию подземной сети метро, а поезда до Эджвера были перенаправлены на маршрут, впоследствии ставший Северной линией Лондонского совета по пассажирскому транспорту.
Пассажирские перевозки между Эджвером и Финчли-Централ были прекращены с началом Второй мировой войны, а бо́льшая часть оставшихся пассажирских маршрутов заменила сеть лондонского метрополитена. В 1954 году по линии до Александра-Палас прекратилось пассажирское движение. По Хайгейтской линии движение специальных поездов продолжалось до 1970 года.

## Прибыльность и инвестиции
Наиболее удачным для GNR стал 1873 год, чему способствовало более частое, чем у London and North Western Railway или Midland Railway, движение экспрессов. Поезда с паровозами конструкции Патрика Стирлинга с одним ведущим колесом оказались одними из самых быстрых в мире.
Однако в 1875 году рост доходов был перекрыт инвестициями в инфраструктуру: системы сигнализации и блокировки, улучшение станций и грузовых подъездных путей.

## Дербишир и Стаффордшир

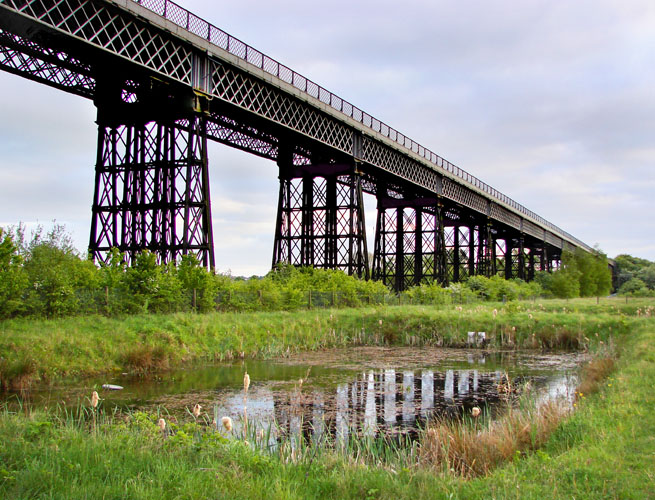
Виадук Беннерли в 2010 году

Недовольная тем, что Midland Railway препятствовала доступу к угольным перевозкам, GNR решила построить собственную линию от Колвика, к востоку от Ноттингема, до угольных месторождений Дербишира. Линия огибала Ноттингема с севера, затем шла на запад до Кимберли, после чего поворачивала на север в Пикстон, в долине реки Эреваш. Маршрут открылся в 1875 году и позднее был продолжен на запад до Дерби, а оттуда — до пересечения с North Staffordshire Railway в Эггинтоне с доступом в Бертон-он-Трент. Эта линия открылась в 1878 году.
Рельеф в районе Ноттингема был исключительно трудным. Строительство потребовало больших вложений, но они, несомненно, окупились, поскольку прибыльные перевозки угля возросли многократно. Колвик стал центром распределения угольного трафика GNR в Дербишире. Были организованы крупная сортировочная станция, паровозное депо и вагоноремонтный завод. В последующие годы станция неоднократно расширялась и в конечном итоге стала вмещать 6000 вагонов. GNR предоставила права пользования линиями Дербишира London and North Western Railway, которая также получила огромную прибыль от сделки.
В противоположность этому линия после Дерби проходила по сельским районам и, соответственно, имела меньший коммерческий успех, однако грузовые перевозки в сторону Бертона оставались весьма значительными. Строительство линии через Дерби привело к сносу частного жилья, но станция расположилась ближе к центру города, чем станция Midland Railway.
Недалеко от Эггинтона, возле западного конца линии, проходила железная дорога Стаффорд — Ютокситера. GNR приобрела её в 1882 году за 100 000 фунтов стерлингов. Компания не приносила прибыли, и покупка оказалась выгодной.
Развитие автомобильного транспорта негативно сказалось на участке линии к западу от Дерби, и в 1939 году пассажирское сообщение по ней было прекращено в связи с военными нуждами.
Углепроизводители долины Лина обратились в GNR с просьбой о строительстве линии в их районе, так как их не устраивали условия Midland Railway, являвшейся монополистом в области железнодорожных перевозок. Линия Лин-Вэлли была открыта от Булвелла до Аннесли в 1881 году, и очень скоро перевозки угля по ней достигли гигантских объёмов. Месторождения, расположенные дальше на север, тоже нуждались транспорте, и для них в 1898 году был открыт дополнительный участок линии.

## Забастовки и убытки
Начало 1880-х годов оказалось для GNR неудачным по ряду причин. Забастовки угольщиков и неурожаи снизили доходы от грузовых перевозок. Наводнения вынудили полностью закрыть с 9 октября 1880 года до 1 февраля 1881 года линию Сполдинг — Борн, которую арендовала GNR, и получилось, что плата за аренду взимается, а прибыль с перевозок получить невозможно. 14 мая 1881 года открылись доки Саттон-Бридж, в которые GNR инвестировала 55 000 фунтов стерлингов, но через несколько дней постройки начали разрушаться из-за расположения на неустойчивых грунтах. Инженеры не смогли найти решения проблемы, и вложения пришлось списать.

## Совместная дорога GNR и GER
На протяжении 1870-х годов Great Eastern Railway искала пути доступа к угольным месторождениям Восточного Мидлендса и Йоркшира. GNR постоянно чинила препятствия одобрению этого плана в парламенте, но в конце концов решила, что GER всё равно добьётся желаемого. 3 июля 1879 года королевское одобрение получил закон, согласно которому существующие линии GNR от Донкастера до Линкольна и от Сполдинга до Марча передавались в совместную собственность с GER, как и линии GER от Хантингдона до Сент-Айвса и от Сент-Айвса до Марча. От Сполдинга до Линкольна должна была быть построена новая линия. Управление этим маршрутом передавалось Объединённому комитету, не образующему отдельной компании.
Линия Сполдинг — Линкольн заработала в 1882 году. GER получила доступ к угольным месторождениям. У GNR была ветка, которая частично заменяла основную магистраль, хотя участок Сполдинг — Марч — Хантингдон вряд ли подходил для каких бы то ни было грузовых перевозок. Лорд Колвилл, председатель совета директоров GNR, постановил, что лучше иметь половину выручки от совместной линии, чем конкурировать с новым, полностью чужим маршрутом.

## Совместная линия GNR и LNWR
После нескольких неудачных попыток GNR и London and North Western Railway в 1874 году получили одобрение на строительство железных дорог в Лестершире. Они образовали совместную линию GNR и LNWR от Боттесфорда (на линии от Грэнтэма до Ноттингема) до Маркет-Харборо. Тем же законом одобрялись два новых участка в единоличной собственности GNR: от Ньюарка до Боттесфорда (открыта в 1878 году) и от Марфилда (около южного конца совместной линии) до Лестера (открыта в 1882 году). Сама совместная линия открывалась поэтапно с 1879 до 1883 года.
LNWR имела неплохую выгоду выгоду от совместной линии, получив доступ к угольным месторождениям Ноттингемшира, ранее монопольно обслуживаемым GNR. Когда появились участки в Дербишир и Стаффордшир, преимущества стали ещё заметнее. Для GNR выгода было намного меньше, загруженность линии оказалась низкой, пассажиропоток на станции Лестер надежд не оправдал.

## Четырёхпутная дорога на юге
В 1890-е годы GNR закончила модернизацию основной магистрали возле Лондона, расширив её до четырёх путей.

## Энфилдская железная дорога и Хертфордская
В 1905 году начались работы по расширению железнодорожной ветки на Энфилд, чтобы уменьшить перегруженность главной линии Восточного побережья. 4 апреля 1910 года железная дорога пришла в Каффли, но строительство двух основных виадуков Понсборнского туннеля сочетании с нехваткой людей и материалов во время войны задержало открытие маршрута до Стивенеджа до 4 марта 1918 года, когда по нему прошли первые грузовые поезда. Для пассажиров линия открылась 2 июня 1924 года в составе Хертфордской петли.

## Первая мировая война

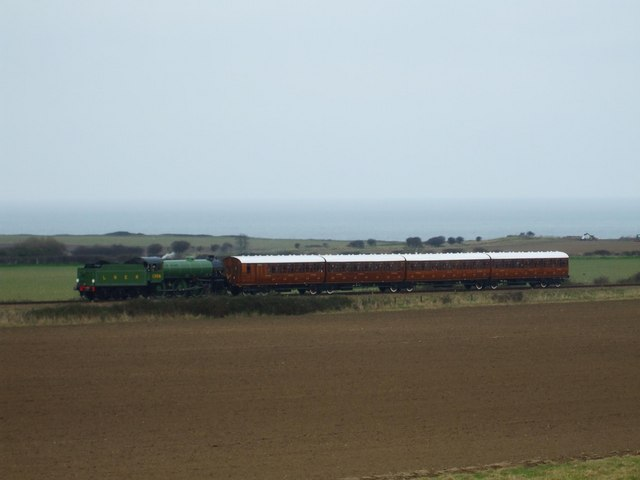
Спроектированный GNR состав, построенный LNER в 1924 году

Во время Первой мировой войны, начиная с 22 февраля 1915 года, были введены меры экономии за счёт общего сокращения движения поездов. Пассажирских поездов в целом стало меньше, но увеличилась их длина. С Great Central Railway и Great Eastern Railway были заключены соглашения о совместном использовании вагонов. Дальнейшее снижение расходов осуществлялось в 1916 году за счёт прекращения пассажирских перевозок на маршрутах Ноттингем — Дейбрук и Питерборо — Лестер. Они так и не возобновились в будущем.

## 1920-е годы
При консодидации железных дорог в 1923 году GNR стала частью Лондонской и Северо-Восточной железной дороги.

## Пассажирские маршруты
Поезда GNR ходили от лондонского вокзала Кингс-Кросс в Йорк, а также по многочисленным второстепенным линиями и веткам. GNR в партнерстве с North Eastern Railway и North British Railway с 1860 года владела компанией East Coast Joint Stock, которой принадлежал парк поездов, курсировавших по магистрали Восточного побережья.
GNR активно использовала так называемые «отцепные вагоны» (англ. slip coaches) во время их популярности у железнодорожных компаний. В Стэмфорде осуществлялось по четыре отцепки в день, столько же в Эссендине и Питерборо. Экспресс, отправлявшийся в 17.30 из Кингс-Кросс, отцеплял вагоны в Хантингдоне, Питерборо, Ньюарке и Уорксопе.

## Происшествия
- 21 января 1876 года пассажирский экспресс врезался в заднюю часть грузового поезда в Эбботс-Риптон (Хантингдоншир) из-за заклинивания механизма семафора в мороз. Тринадцать человек погибли, 59 получили ранения.
- 14 апреля 1876 года пассажирский экспресс врезался в заднюю часть почтового поезда в Корби (Нортгемптоншир) из-за заклинивания механизма семафора в мороз[60].
- 23 декабря 1876 года пассажирский экспресс проследовал на запрещающий сигнал и столкнулся с несколькими стоящими вагонами в Арлси-Сайдингс (Бедфордшир). Шесть человек погибли.
- 7 марта 1896 года пассажирский поезд сошел с рельсов в Литтл-Байтхэм (Линкольншир) из-за преждевременно снятого ограничения скорости после ремонта путей. Два человека погибли[61].
- 19 сентября 1906 года поезд со спальными вагонами сошел с рельсов в Грантеме (Линкольншир). Состав проследовал через станцию на запрещающий сигнал с превышением скорости. Четырнадцать человек погибли и семнадцать получили ранения.